# Agathaberg
Agathaberg ist ein Ortsteil und eines der sieben Kirchdörfer von Wipperfürth im Oberbergischen Kreis im südlichen Nordrhein-Westfalen (Deutschland) innerhalb des Regierungsbezirks Köln. Es liegt auf der Wasserscheide zwischen Gaulbach und Sülz.

## Ortsteil Agathaberg
Der Ortsteil Agathaberg umfasst folgende Orte:
Abshof – Bengelshagen – Benninghausen – Berrenberg – Bühlstahl – Dellweg – Dohrgaul – Dörrenbach – Fähnrichstüttem – Freihäuschen – Friedrichsthal – Grennebach – Großscherkenbach – Grünenberg – Grunewald – Hahnenberg – Hintermühle – Hollmünde – Jägerhof – Kahlscheuer – Kleinscherkenbach – Klemenseichen – Kremershof – Nagelsgaul – Neeskotten – Niederholl – Niederkemmerich – Oberdierdorf – Obergaul – Oberholl – Oberkemmerich – Peppinghausen – Roppersthal – Schnipperingen – Schnipperinger Mühle – Stüttem – Teufelswiese – Unterdierdorf – Unterstenhof – Vordermühle – Wingenbach

## Geschichte

### Erstnennung
1477 wurde der Ort das erste Mal urkundlich erwähnt und zwar in einem „Vertrag des Wipperfürther Pfarrers über die Verwendung der Opfergaben für die neue Kapelle St. Agatha bei Dierdorf.“
Die Schreibweise der Erstnennung war Sent Agathen.
Auch heute noch benutzen die Einheimischen diesen Begriff, allerdings in der leicht abgewandelten Form Zintagen.

### Kirche St. Agatha
Nachdem 1465 Wipperfürth wiederholt durch einen Stadtbrand zerstört wurde, gelobten der damalige Pfarrer Vollmar und die Bürgerschaft, zu Ehren der heiligen Agatha (u. a. Schutzpatronin gegen Feuer) eine Wallfahrt zu ihrer Begräbnisstätte nach Catania auf Sizilien auszuführen.
In einer Überlieferung heißt es weiter, dass die Gemeinde später von einer kirchlichen Behörde von dem Gelöbnis freigesprochen wurde.
Pfarrer Vollmar habe 1474 eine hölzerne Kapelle, zur Ehre Gottes und der heiligen Agatha, auf einen Berg im Kirchspiel Wipperfürth, nahe der Ortschaft Dierdorf, erbauen lassen. In Dierdorf, heute unterteilt in Unterdierdorf und Oberdierdorf, stand damals eine Kapelle.
Um die Kapelle in Agathaberg herum siedelten sich, aufgrund der Waldrodungen und der Gewinnung ackerbaufähigen Landes, Bauern und Waldarbeiter an.
Ende des 19. Jahrhunderts reichte die Kapelle nicht mehr für die nun über 1.200 Einwohner zählende Gemeinde aus und so wurden 1894 Pläne für die heutige neugotische Kirche gefasst. Der Kölner Architekt Heinrich Renard lieferte die Pläne für das dreischiffige Langhaus (Bau 1895/1896). Die Konsekration erfolgte 1903.
Zur Ausstattung gehören u. a. eine geschnitzte Kanzel (Anfang 16. Jh.), Skulpturen der Muttergottes (1. Hälfte 14. Jh.) und des Hl. Maternus (1. Hälfte 15. Jh.). 1961 wurden bei Renovierungsarbeiten Reste von Kalk-Secco-Wandmalerei freigelegt (16. Jh.).
Rund um die Kirche befindet sich ein (restaurierter) Stationsweg von 1867 mit 14 Stationen (Baudenkmal).

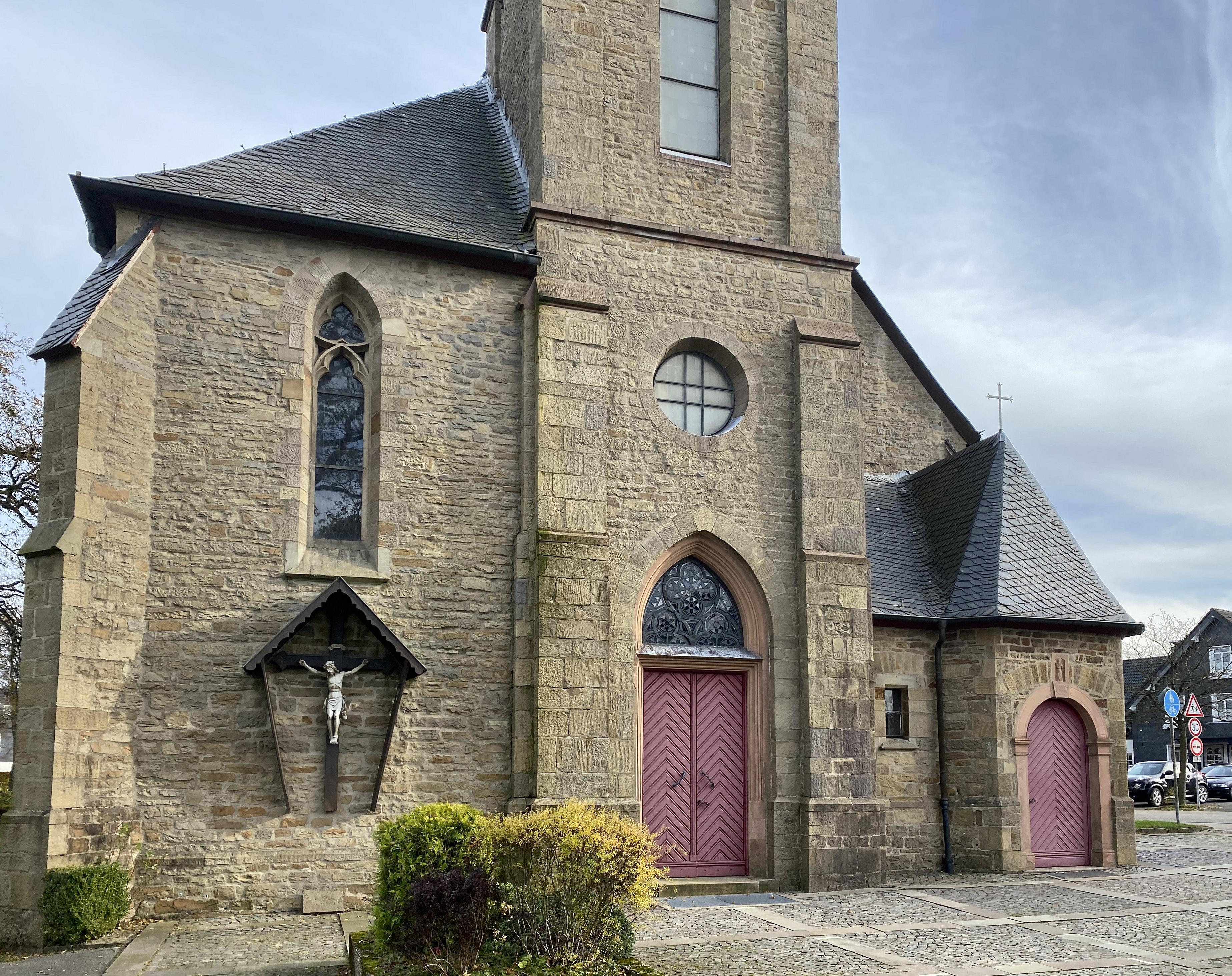
St. Agatha in Agathaberg
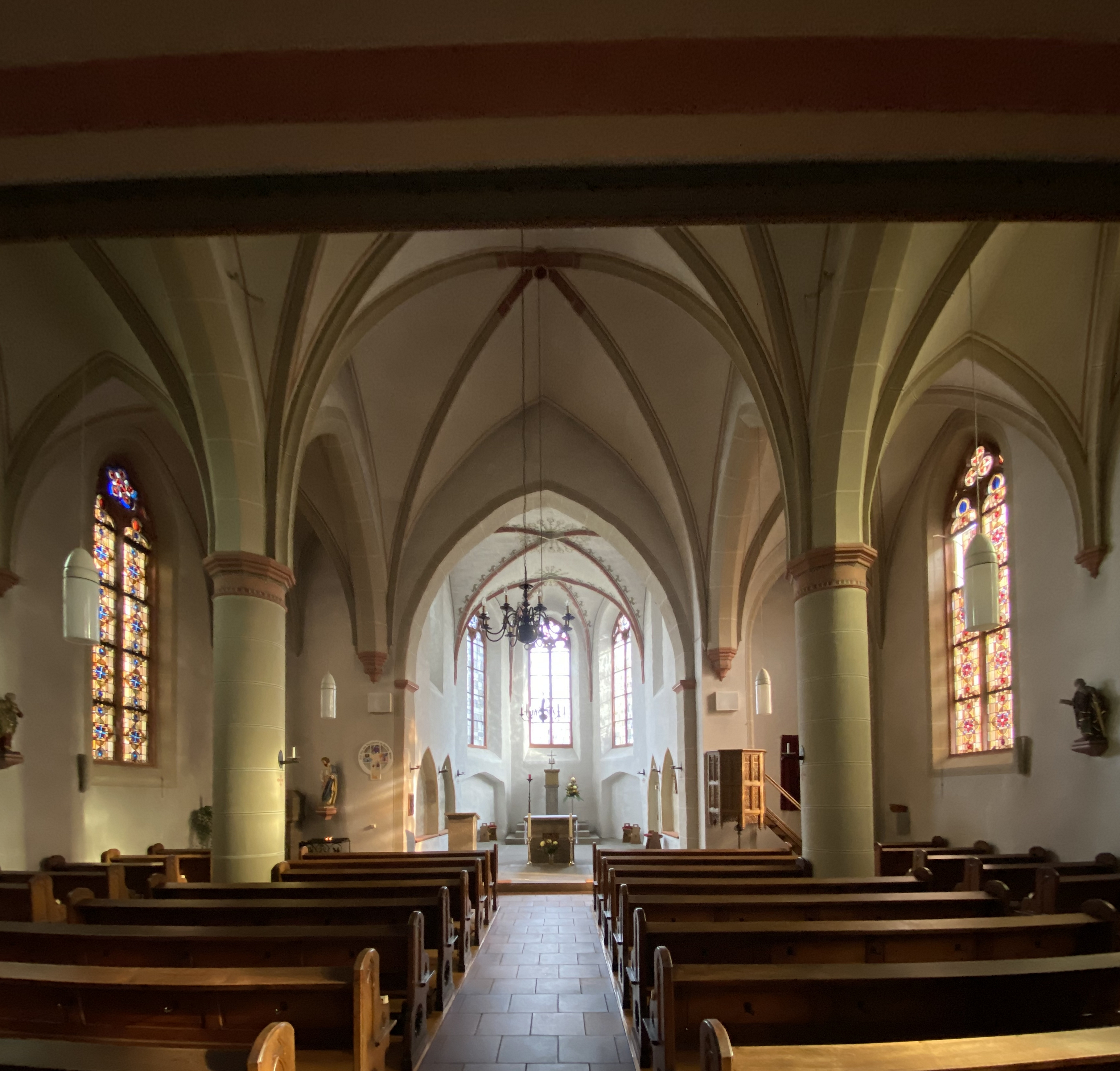
Kirchenschiff St. Agatha
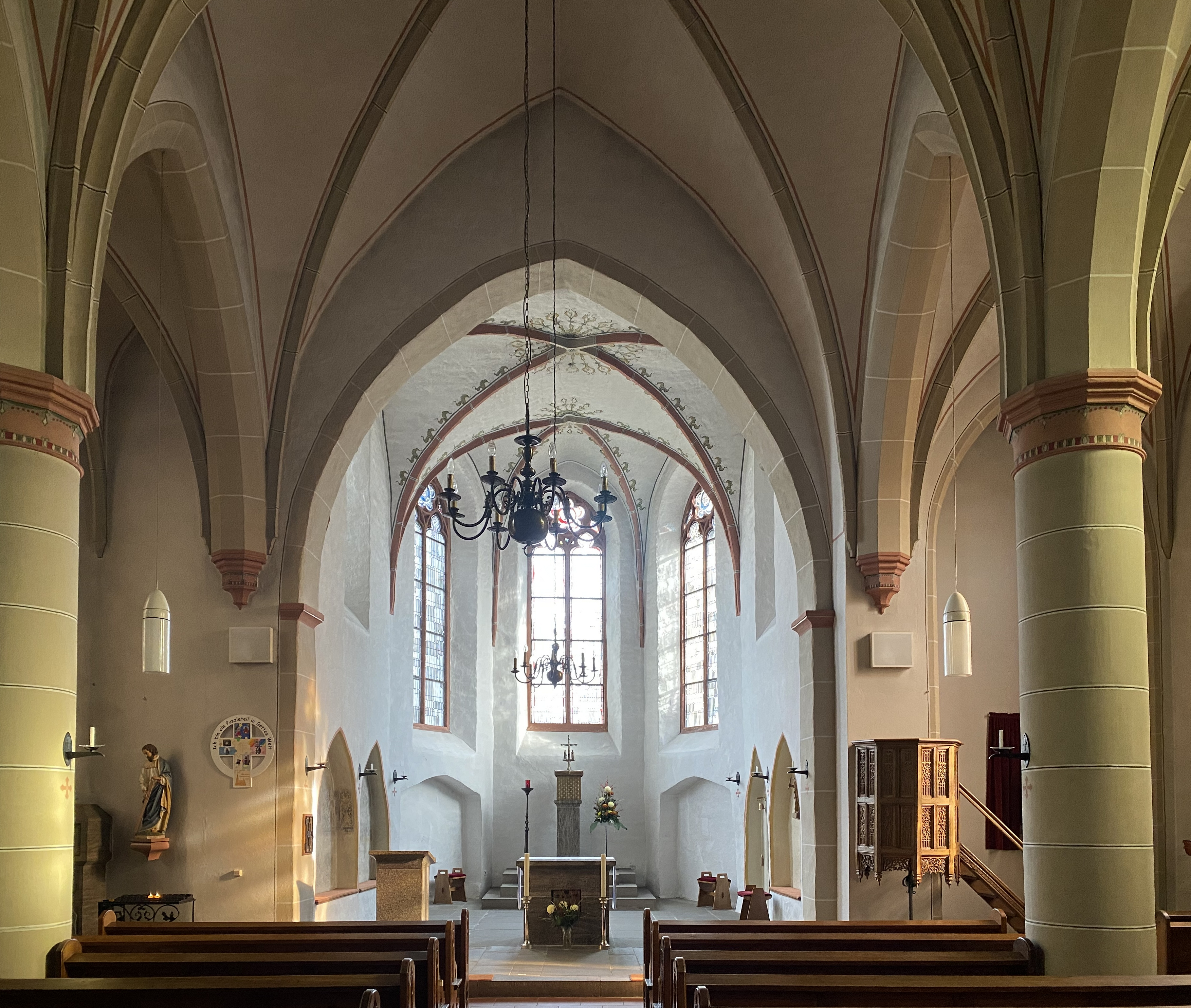
Altarraum mit Kanzel
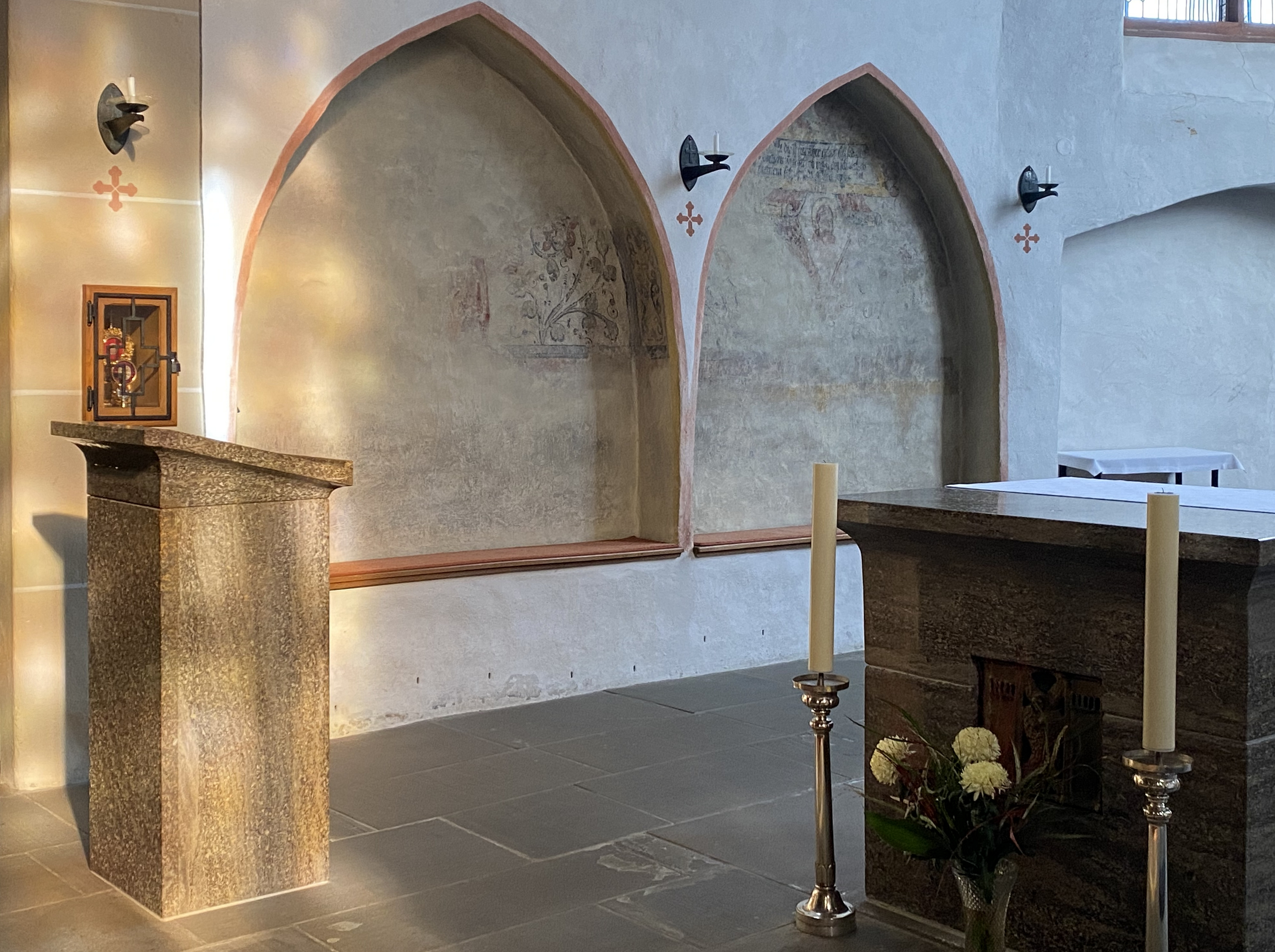
Freigelegte Fresken
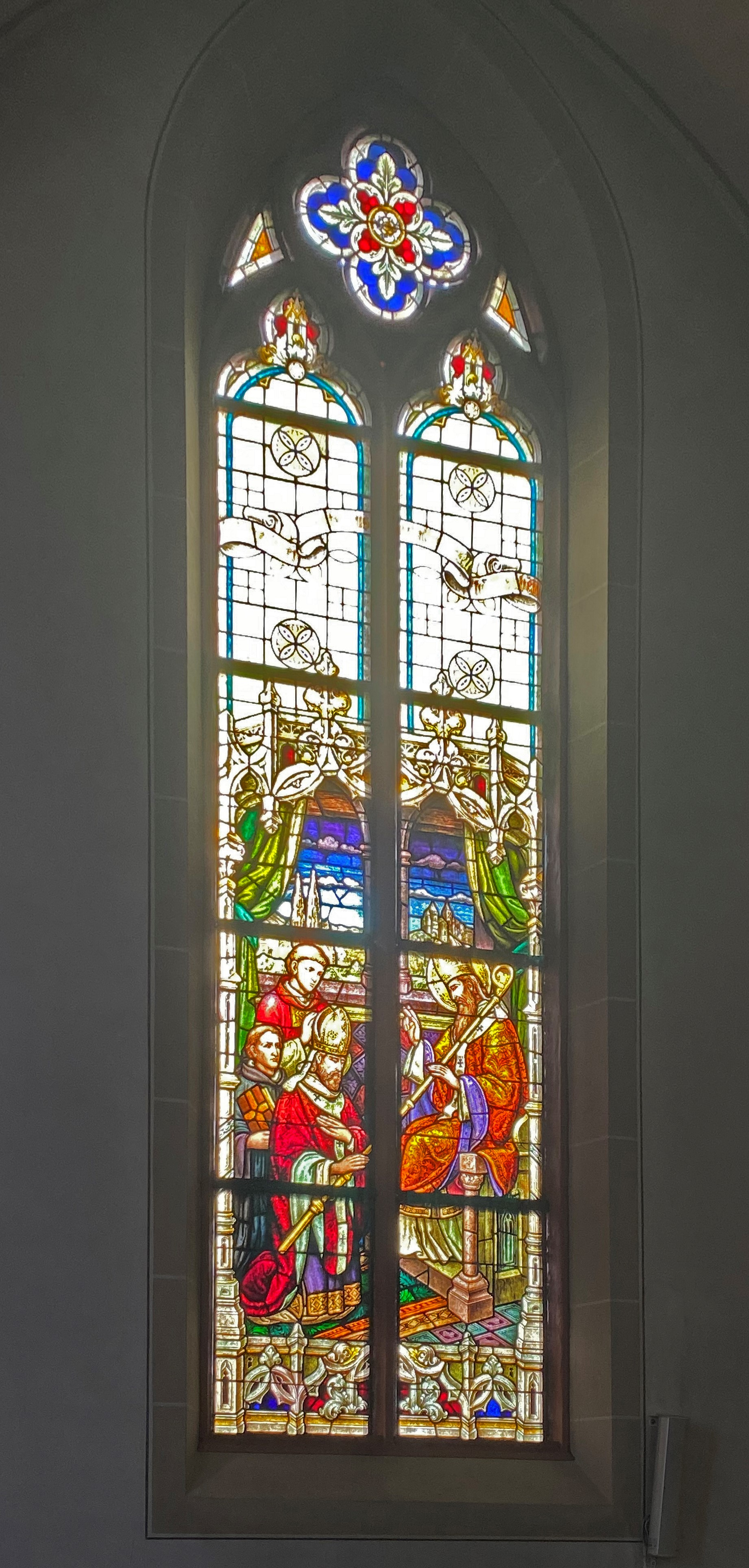
Kirchenfenster
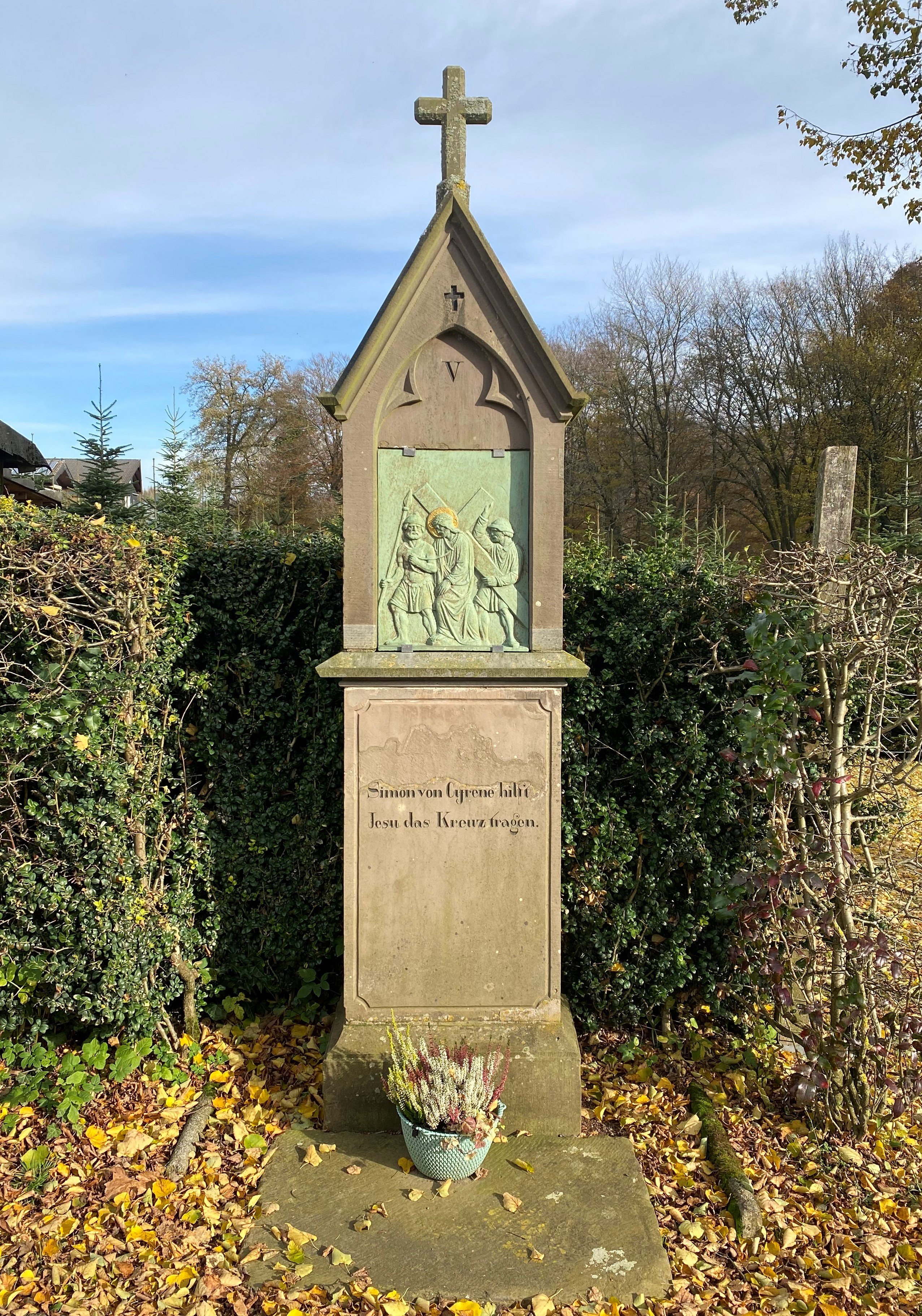
Kreuzwegestation

## Freizeit und Sport
Es gibt eine Turnhalle mit Kunstrasen-Sportplatz.

### Wander- und Radwege
In Agathaberg befindet sich ein Wanderparkplatz, an dem die drei Ortsrundwanderwege A1, A2, A3 und A4 beginnen.

### Vereine
- Bürgerverein Agathaberg e. V.
- SG Agathaberg
- Kath. Kirchenchor Cäcilia Agathaberg
- Sankt Sebastianus Schützenbruderschaft
- Wohnverbund Haus Agathaberg (Stiftung Die Gute Hand)

## Bildung
Seit 1891 gibt es die katholische Grundschule Agathaberg.

## Busverbindungen
Durch Agathaberg fährt dreimal am Tag ein Schulbus, der Agathaberg mit dem Schulzentrum in Wipperfürth verbindet.
Haltestelle Nagelsbüchel/Friedrichsthal:
- 333 Wipperfürth – Dohrgaul – Frielingsdorf – Klause – Lindlar Busbf. (OVAG, Montag bis Freitag, im Stunden- und 2-Stunden-Takt, Samstags in 2-Stunden-Takt und Sonntags als Taxibus kein Abend- oder Nachtverkehr)

Haltestelle Grünenberg/Agathaberg:
- 334 Wipperfürth – (Agathaberg) – Hartegasse – Lindlar – Remshagen – Engelskirchen Bf. (OVAG, Mo. bis Fr. Ganztägig über Agathaberg bis Hartegasse als Taxibus alle 2 Stunden bei Vorbestellung. Zu Schulzeiten als normaler Linienbus. Kein Wochenenden Verkehr sowie kein Abend- oder Nachtverkehr)

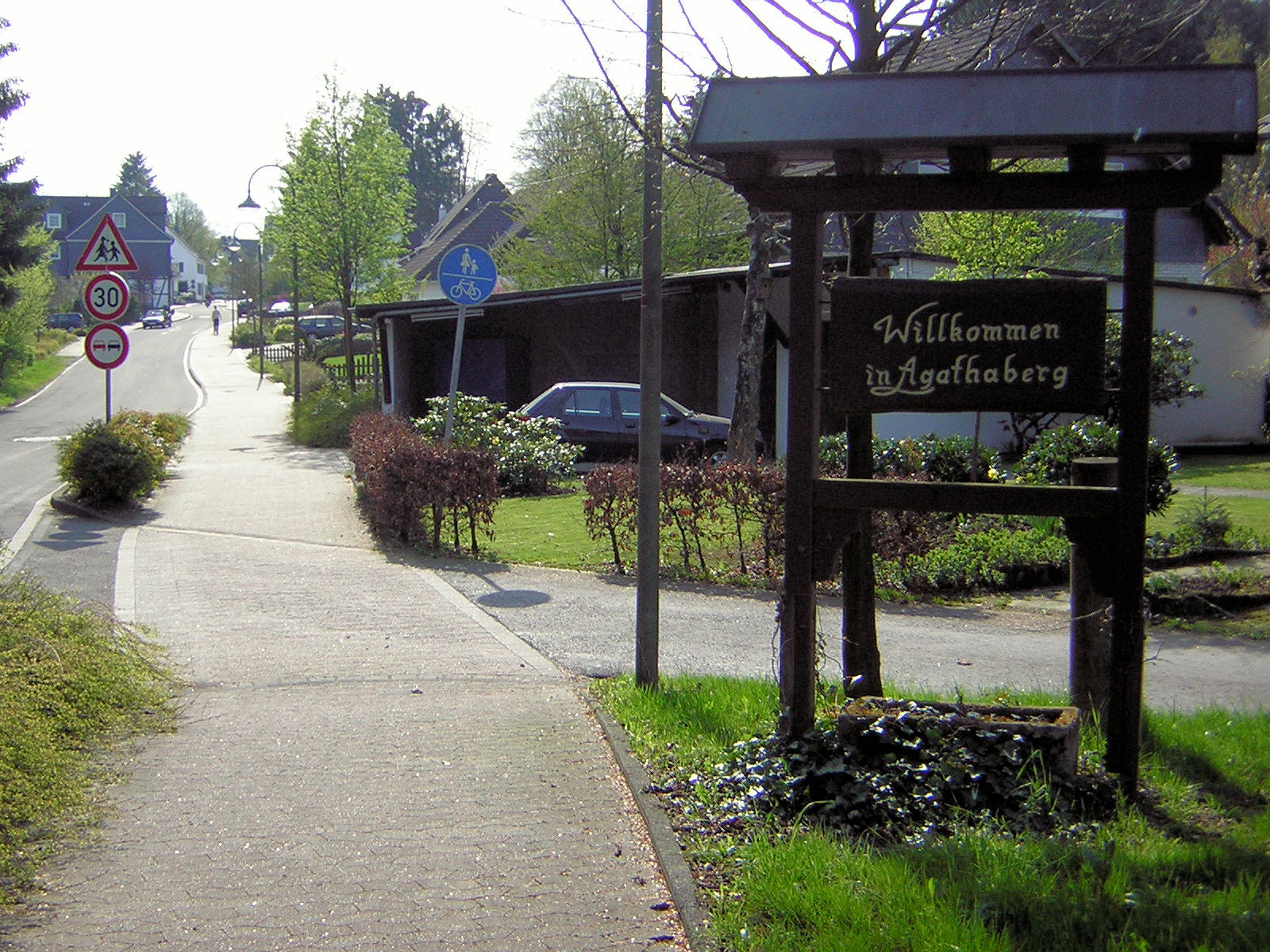
Lage in Wipperfürth
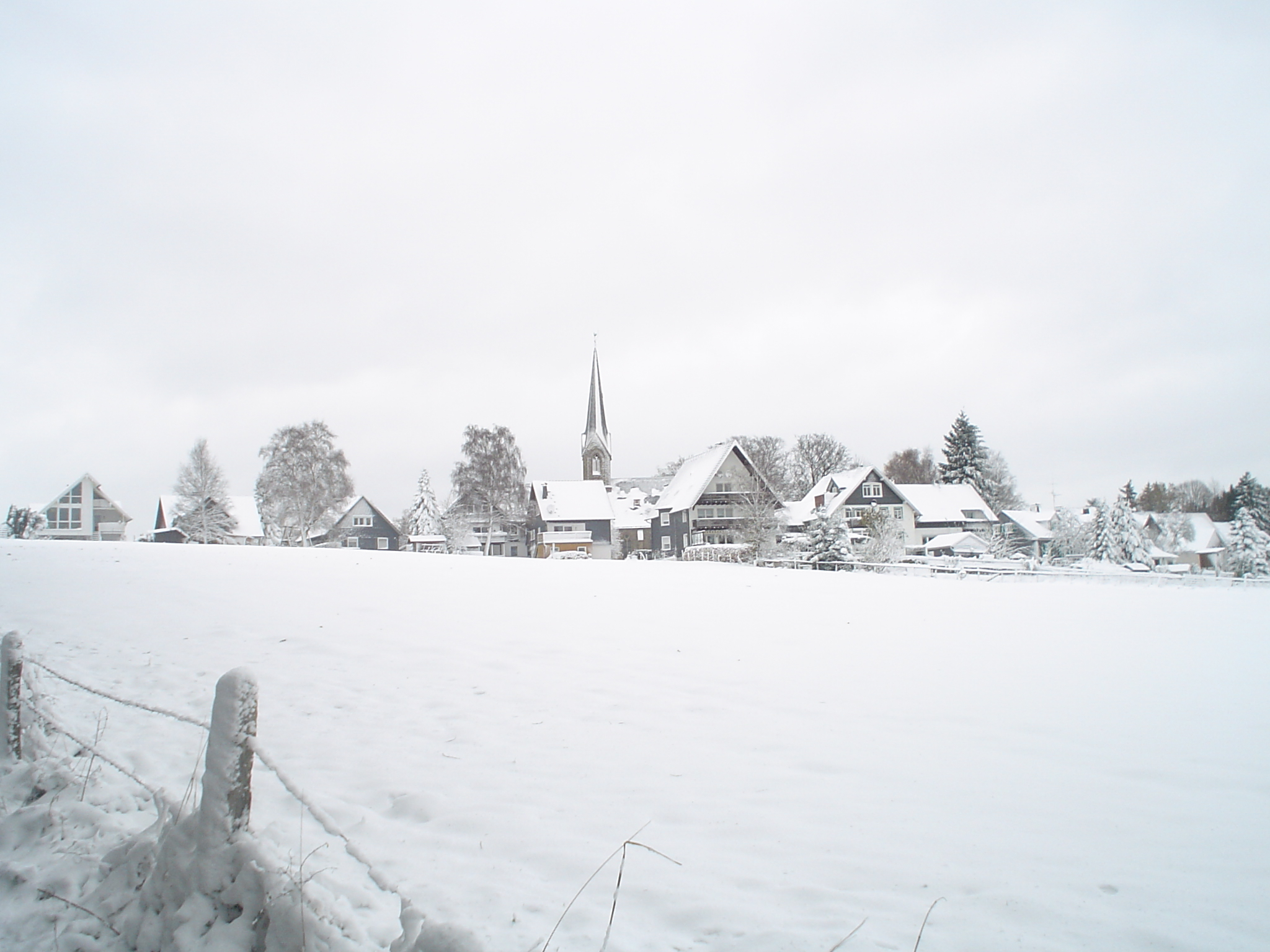
Bild Richtung Kirche im Winter
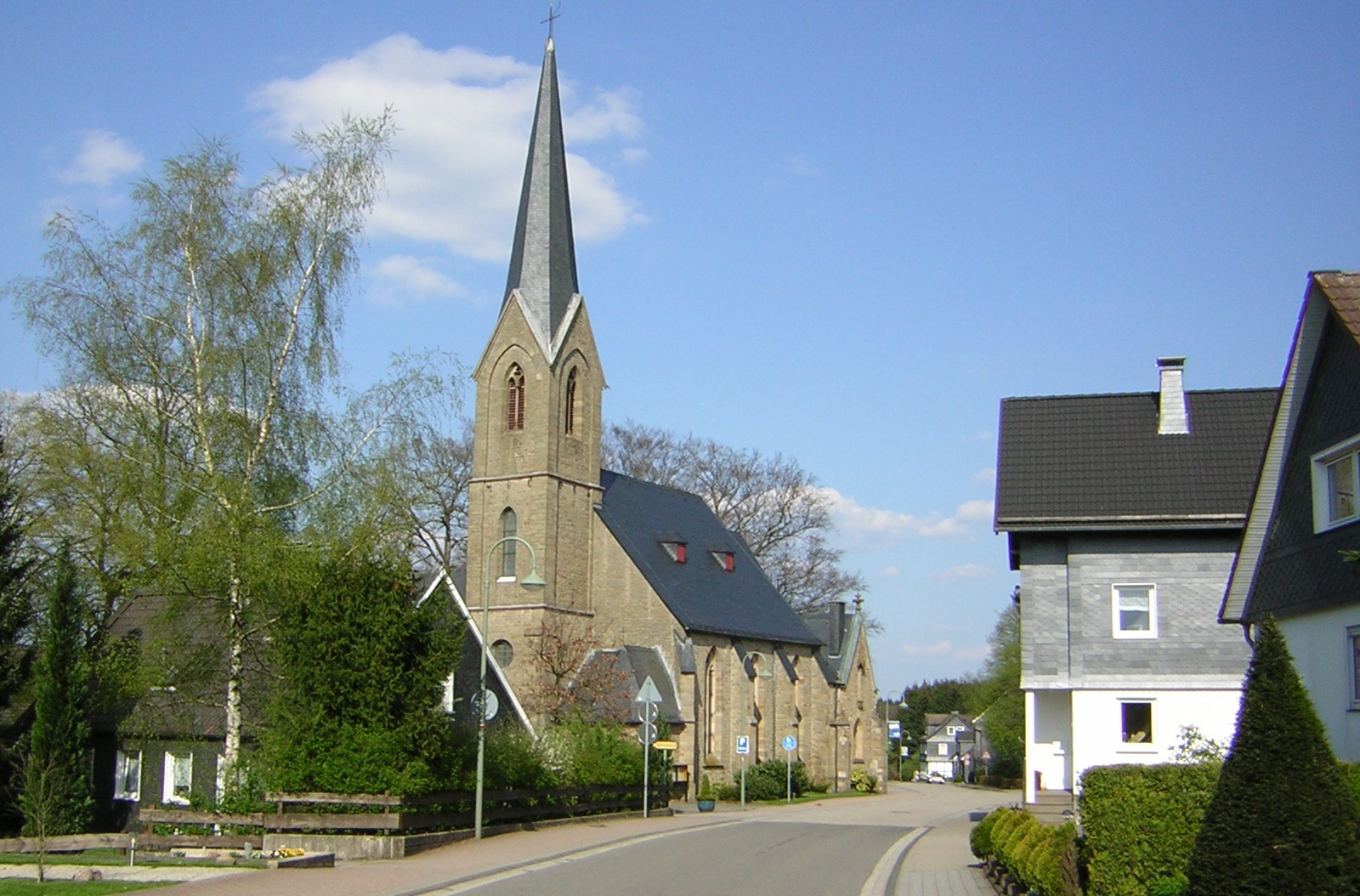
Kath. Kirche St. Agatha
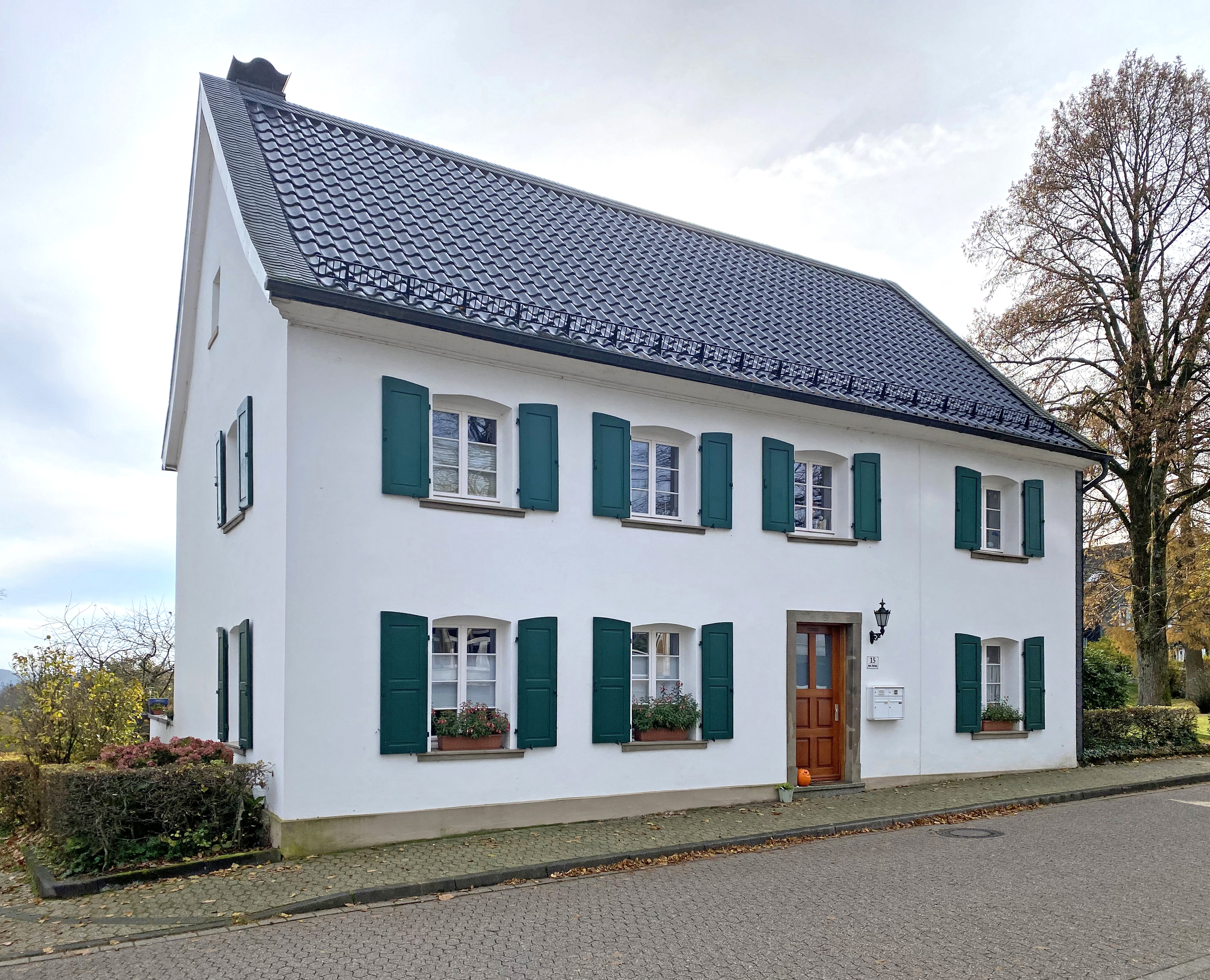
Agathaberg 15 – Baudenkmal Pfarrhaus (1835)
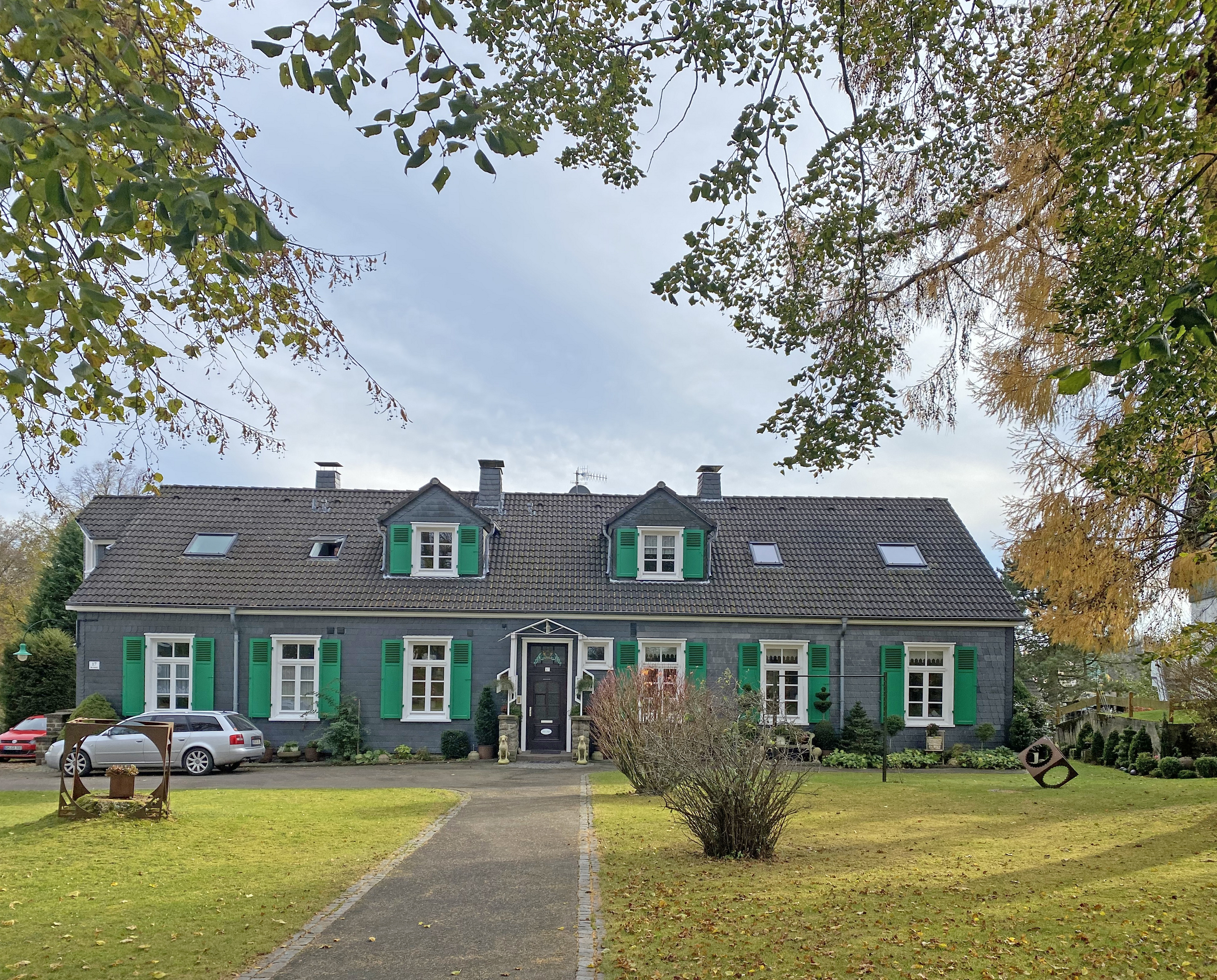
Agathaberg 17 – alte Schule (1891)
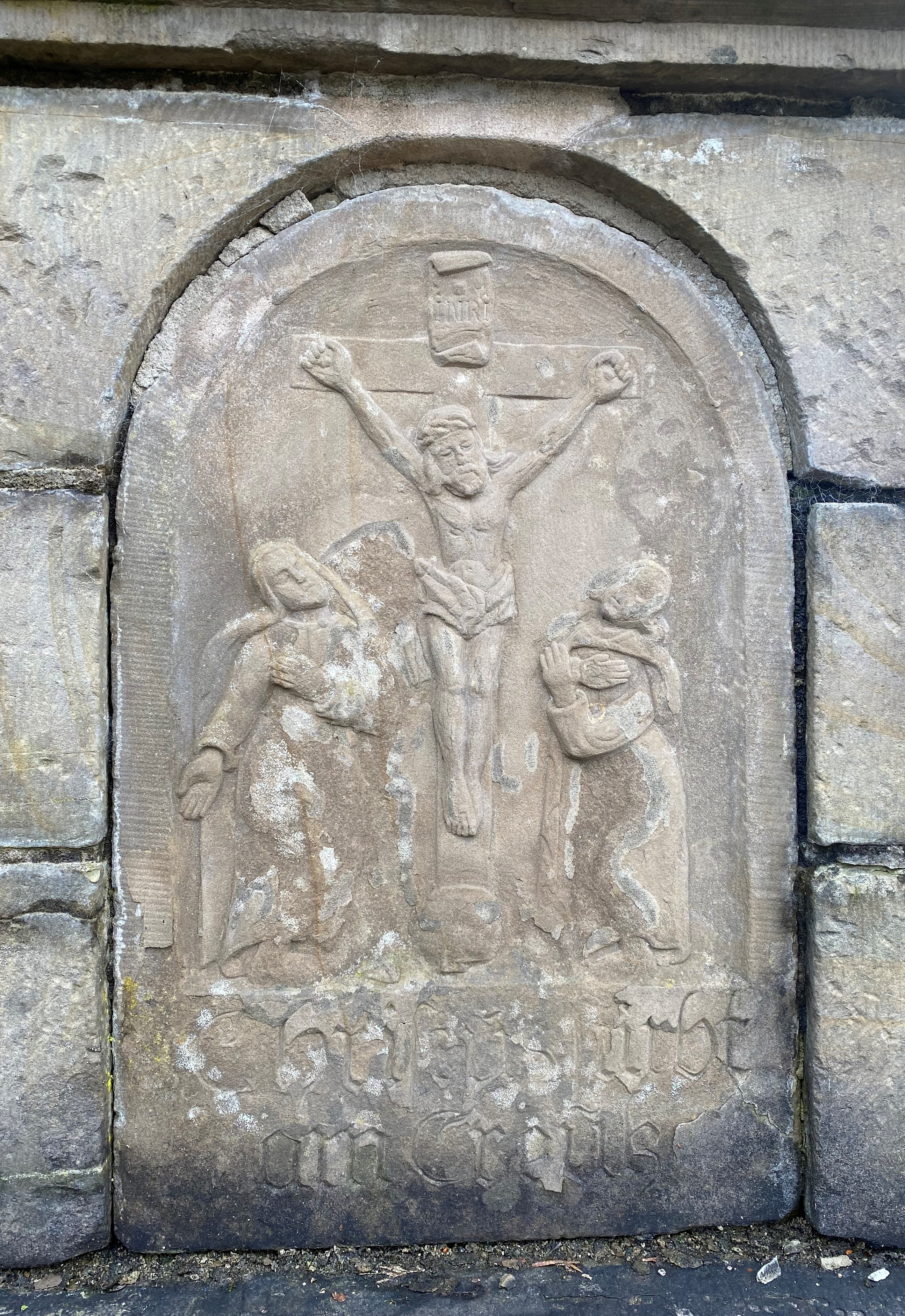
Bildstock (1783) am Haus Agathaberg 46